# Lac à l'Eau Froide (rivière Témiscamie)
Pour les articles homonymes, voir Eau Froide (homonymie).
Le lac à l'Eau Froide est plan d'eau douce affluent du lac Témiscamie (versant de la rivière Témiscamie), coulant dans Eeyou Istchee Baie-James (municipalité), dans la région administrative du Nord-du-Québec, dans la province de Québec, au Canada.
La surface du lac à l'Eau Froide est habituellement gelée de la fin octobre au début mai, toutefois la circulation sécuritaire sur la glace se fait généralement de la mi-novembre à la fin d'avril.

## Géographie
Les principaux bassins versants voisins du lac à l'Eau Froide sont :
- côté nord : lac Témiscamie, lac Caouachigamau, rivière Témiscamie, lac Béthoulat, rivière Témis, rivière Takwa, rivière Kapaquatche, rivière Chéno ;
- côté est : rivière Mistassini, rivière Daniel, rivière Mistassibi, rivière Mistassibi Nord-Est ;
- côté sud : rivière Nestaocano, rivière des Framboises, rivière Mistassini, rivière Ouasiemsca ;
- côté ouest : rivière Témiscamie, lac Albanel, lac Mistassini, rivière Rupert.

Le lac à l'Eau Froide comporte une superficie de 27,49 km2, une longueur de 14,3 km, une largeur maximale de 2,3 km et une altitude de 473 m.
Ce lac situé entièrement en zone forestière et est entouré d'une plaine comportant quelques zones de marais. Ce lac est localisé du côté Sud-Est de rivière Témiscamie. Ce lac fait en longueur (sens nord-sud) comporte :
- aucune île ;
- onze décharges de lacs non identifiés ou de ruisseaux.

L'embouchure du lac à l'Eau Froide est localisée au fond d'une baie de la rive nord, soit à :
- 21,5 km au sud-ouest du lac Témiscamie ;
- 40,9 km au sud de l'embouchure de la décharge du lac Caouachigamau ;
- 33,2 km au sud-est du lac Albanel (anse La Galissonnière) ;
- 46,5 km à l'est de l'embouchure de la rivière Témiscamie (confluence avec le lac Albanel) ;
- km au sud-ouest de la limite de la réserve de Mistassini ;
- 87,7 km à l'est de l'embouchure du lac Mistassini (tête de la rivière Rupert) ;
- 116,5 km au nord-est du centre du village de Mistissini (municipalité de village cri)[1].

À partir de son embouchure située au nord du lac, le courant coule d'abord vers du nord-est pour aller traverser le lac Témiscamie, puis vers le nord-ouest, notamment en traversant le lac Caouachigamau, jusqu'à un petit lac de la rive est de la rivière Témiscamie. De là le courant emprunte le cours de cette dernière rivière, jusqu'à la rive sud-est du lac Albanel. Puis le courant coule vers le nord-ouest en traversant le lac Albanel et la passe entre la péninsule Du Dauphin (côté Nord-Est) et la péninsule du Fort-Dorval (côté Sud-Ouest), jusqu'à la rive est du lac Mistassini. De là, le courant traverse vers l'ouest le lac Mistassini sur 47,6 km, jusqu'à son embouchure. Finalement, le courant emprunte le cours de la rivière Rupert, jusqu'à la baie de Rupert.

## Toponymie
Le toponyme "lac à l'Eau Froide" a été officialisé le 5 décembre 1968 par la Commission de toponymie du Québec.